# Walerij Dudin
Walerij Arkadiewicz Dudin (ros. Валерий Аркадьевич Дудин; ur. 20 sierpnia 1963 w Kirowie) – rosyjski saneczkarz reprezentujący także ZSRR, brązowy medalista olimpijski.

## Kariera
Największy sukces w karierze Dudin osiągnął w 1984 roku, kiedy zdobył brązowy medal w jedynkach podczas igrzysk olimpijskich w Sarajewie. W zawodach tych wyprzedzili go jedynie Włoch Paul Hildgartner oraz kolejny reprezentant ZSRR, Siergiej Danilin. Był to jednak jego jedyny medal wywalczony na międzynarodowej imprezie tej rangi. Startował też na rozgrywanych cztery lata później igrzyskach w Calgary, gdzie zajął siedemnaste miejsce. Był też między innymi czwarty w zawodach drużynowych na mistrzostwach Europy w Innsbrucku w 1990 roku.
Po zakończeniu kariery sportowej pracował jako trener w Bracku.